# Via Faentina
Via Faentina è una via di Firenze che va dal Ponte Rosso fino via Salviati, per quanto riguarda i confini comunali; attraverso il Mugello poi porta a Faenza, diventando la Strada Statale 302.

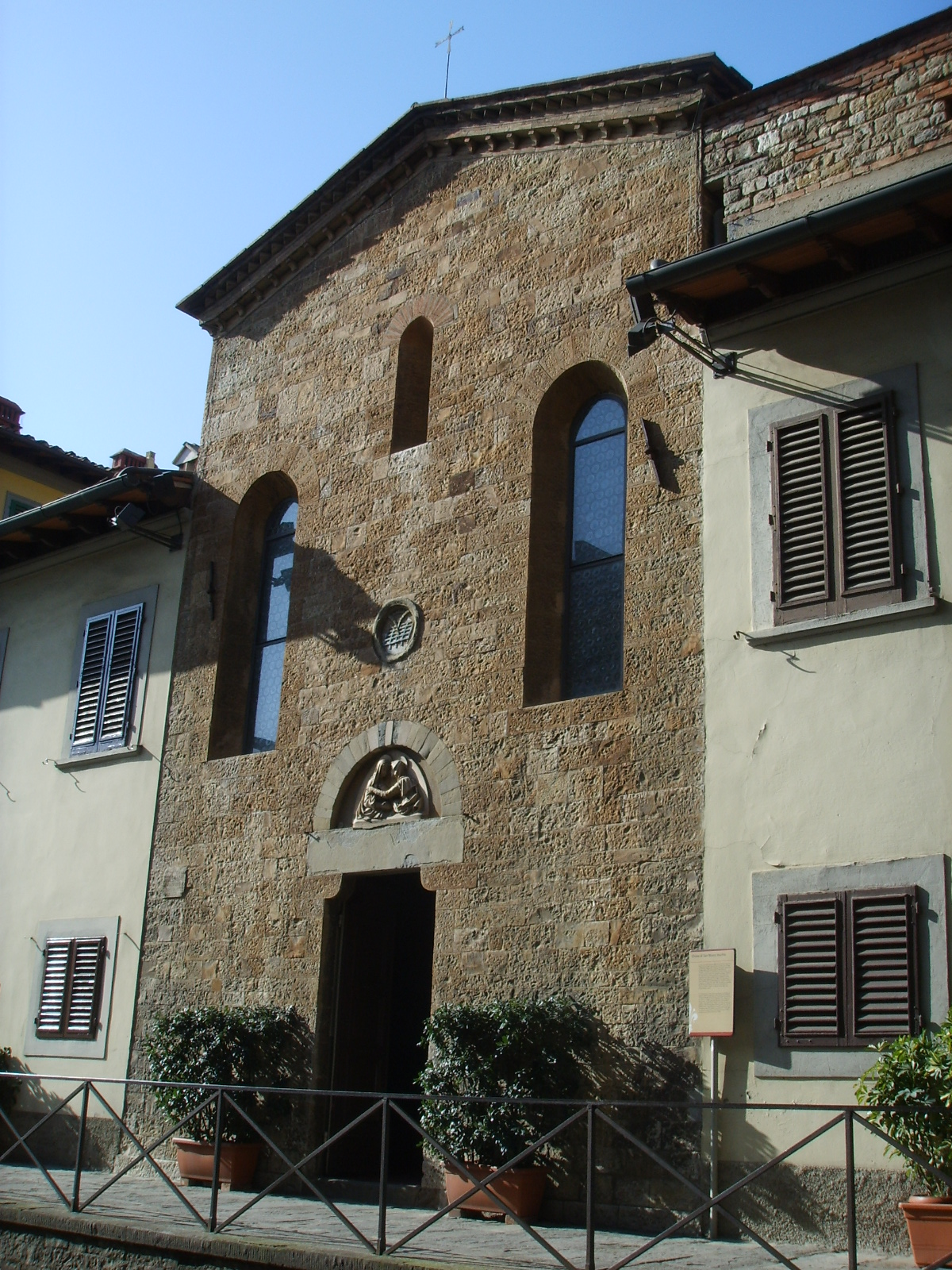
La chiesa di San Marco Vecchio

## Descrizione
La strada veniva percorsa dai pellegrini e viaggiatori che usavano i valichi appenninici, per questo vi si trovano tutt'oggi vari edifici religiosi, già luoghi di ricovero. La strada, nonostante i numerosi progetti di sistemazione, revisione e restauro, si trova ancora nel percorso del Dopoguerra, con disagi al traffico.
Di origini molto antiche è la chiesa di San Marco Vecchio, anche se rimodernata a più riprese. Qui avevano sede i monaci Silvestrini prima di fondare il "nuovo" convento di San Marco a Firenze.
Più avanti, nella villa Minerbetti si trova l'Istituto delle Suore Serve di Maria Santissima Addolorata. Tra le ville ottocentesche spicca villa I Nespoli.
La chiesa di Santa Maria del Fiore a Lapo è una delle costruzioni più rilevanti della strada e si incontra poco prima della frazione di Ponte della Badia. 
A pochi passi dal confine col comune di Fiesole, vicino alla Badia Fiesolana, un monumento ricorda l'assassinio del sindaco di Firenze Lando Conti, vittima degli anni di piombo.